# Hulk Hogan
Terry Gene Bollea (11 tháng 8 năm 1953 - 24 tháng 7 năm 2025), được biết đến với tên trên võ đài Hulk Hogan, là một đô vật người Mỹ,diễn viên chuyên nghiệp, nhân vật truyền hình, doanh nhân và rock bassist. Tại WrestleMania 5 ông được đánh trận tranh đai vô địch với the Ultimate Warrior nhưng đã thua. Gene Bollea, biệt danh Hulk Hogan, từng là đô vật nổi tiếng, và là người góp phần đưa loại hình giải trí đó lên tầm có tiếng quốc tế. Ông cũng là một diễn viên khá nổi tiếng, từng đóng nhiều phim như "Rocky" phần 3 của diễn viên nổi tiếng Sylvester Stallone, và ngày nay rất hay xuất hiện trên TV với các chương trình như "Hogan Knows Best".

## Sự nghiệp đấu vật

### Khởi đầu sự nghiệp (1977–1979)
Vào giữa năm 1977, sau khi tập luyện 1 năm với Matsuda, anh em nhà Brisco đã tới phòng tập của Matsuda để gặp Hogan. Trong chuyến thăm này, Jack Brisco đã tặng Hogan một đôi giày đấu vật và thông báo với anh rằng họ đã lên lịch để anh thi đấu trận đầu tiên vào tuần sau. Lần ra mắt đấu vật chuyên nghiệp đầu tiên, Eddie Graham đã cho anh đấu trận đầu tiên với Brian Blair ở Fort Myers, Florida vào ngày 10/8/1977 tại CWF. Một thời gian ngắn sau đó, Bollea đeo mặt nạ, giả làm nhân vật của "Super Detroyer", một nhân vật do Don Jardine thủ vai.
Hogan cuối cùng không thể làm việc với Hiro Matsuda, người mà anh cảm thấy là một huấn luyện viên hống hách, và rời CWF. Sau khi từ chối lời đề nghị đấu vật cho vòng đua Kansas City, Hogan đã tạm dừng đấu vật và quản lý CLB tư nhân ở Cocoa Beach, Florida, cho một người tên là Whitey Bridges. Cuối cùng, Whitey và Hogan trở thành bạn thân, cả hai quyết định mở một phòng thể dục cùng nhau. Nó được gọi là Phòng tập Olympic của Whitey và Hogan.
Sau đó, bạn của Hogan là Ed Leslie (sau này là Brutus Beefcake), đã tới Cocoa Beach để giúp Hogan và Bridges làm quản lý cho Câu lạc bộ Anchor và Phòng tập Olympic của Whitey và Hogan.

## Các chức vô địch và danh hiệu
- New Japan Pro Wrestling
  - IWGP League Tournament (1983)[1][33]
  - MSG Tag League Tournament (1982, 1983) – with Antonio Inoki
- Professional Wrestling Hall of Fame and Museum
  - Class of 2003
- Pro Wrestling Illustrated
  - Lần trở lại hay nhất năm (1994, 2002)
  - Feud of the Year (1986) vs. Paul Orndorff
  - Trận đấu của năm (1985) with Mr. T vs. Roddy Piper và Paul Orndorff at WrestleMania
  - Trận đấu của năm (1988) vs. André the Giant at The Main Event
  - Match of the Year (1990) vs. The Ultimate Warrior at WrestleMania VI
  - Match of the Year (2002) vs. The Rock at WrestleMania X8
  - Most Hated Wrestler of the Year (1996, 1998)
  - Most Inspirational Wrestler of the Year (1983, 1999)[292]
  - Most Popular Wrestler of the Year (1985, 1989, 1990)
  - Wrestler of the Year (1987, 1991, 1994)
  - Ranked #1 of the top 500 singles wrestlers in the PWI 500 in 1991[293]
  - Ranked #1 of the top 500 singles wrestlers of the "PWI Years" in 2003[294]
  - Ranked #44 and #57 of the top 100 tag teams of the "PWI Years" with Antonio Inoki and Randy Savage, respectively, in 2003
- Southeastern Championship Wrestling
  - NWA Southeastern Heavyweight Championship (Northern Division) (1 time)[1]
  - NWA Southeastern Heavyweight Championship (Southern Division) (2 times)
- Tokyo Sports
  - Match of the Year (1991) vs. Genichiro Tenryu on ngày 12 tháng 12 năm 1991[295]
  - Most Outstanding Foreigner (1983)[296]
- World Championship Wrestling
  - WCW World Heavyweight Championship (6 times)[1][297]
- World Wrestling Federation/Entertainment
  - WWF (Undisputed)/E Undisputed Championship (6 times)1[1][298][299]
  - World Tag Team Championship (1 time) – with Edge[1][300]
  - Royal Rumble (1990, 1991)[1][70]
  - WWE Hall of Fame (Class of 2005)[301]
- Wrestling Observer Newsletter
  - Best Babyface (1982–1991)
  - Best Box Office Draw (1997)[302]
  - Feud of the Year (1986) vs. Paul Orndorff
  - Most Charismatic (1985–1987, 1989–1991)
  - Least Favorite Wrestler (1985, 1986, 1991, 1994–1999)
  - Most Embarrassing Wrestler (1995, 1996, 1998–2000)
  - Most Obnoxious (1994, 1995)[303]
  - Most Overrated (1985–1987, 1994–1998)
  - Most Unimproved (1994, 1995)
  - Worst Feud of the Year (1991) vs. Sgt. Slaughter
  - Worst Feud of the Year (1995) vs. The Dungeon of Doom
  - Worst Feud of the Year (1998) vs. The Warrior
  - Worst Feud of the Year (2000) vs. Billy Kidman
  - Worst Wrestler (1997)
  - Worst Worked Match of the Year (1987) vs. André the Giant at WrestleMania III
  - Worst Worked Match of the Year (1996) with Randy Savage vs. Arn Anderson, Meng, The Barbarian, Ric Flair, Kevin Sullivan, Z-Gangsta, and The Ultimate Solution in a Towers of Doom match atUncensored
  - Worst Worked Match of the Year (1997) vs. Roddy Piper at SuperBrawl VII
  - Worst Worked Match of the Year (1998) vs. The Warrior at Halloween Havoc
  - Wrestling Observer Newsletter Hall of Fame (Class of 1996)[304]